# جوناثان أيسريك
جوناثان أيسريك (بالفرنسية: Jonathan Eysseric)‏ هو لاعب كرة مضرب فرنسي.

## وصلات خارجية
- جوناثان أيسريك على موقع رابطة محترفي التنس (الإنجليزية)
- جوناثان أيسريك على موقع الاتحاد الدولي لكرة المضرب (الإنجليزية)
- جوناثان أيسريك على موقع خلاصة التنس.كوم (الإنجليزية)
- جوناثان أيسريك على موقع إي إس بي إن.كوم (الإنجليزية)

- معلومات عن اللاعب